# Li Hong
Li Hong, född den 31 maj 1999, är en kinesisk landhockeyspelare.

## Karriär
Li Hong ingick i det kinesiska lag som spelade landhockey vid OS 2020 och som tog silver i landhockey vid OS 2024.